# Yehuda Lancry
Pour les articles homonymes, voir Lancry.
Yehuda Lancry, né le 25 septembre 1947 à Bejaâd au Maroc, est un universitaire et diplomate israélien, ancien ambassadeur d'Israël à l'ONU et en France.

## Biographie
Après sa scolarité secondaire effectuée dans un lycée de l'Alliance à Casablanca. Il fait son alya en 1965 et obtient un doctorat en littérature française à l'université de Haïfa et à l'université de Nice Sophia Antipolis.
De 1983 à 1992, il est à la tête du conseil local du district de Schlomi (en) et, de 1991 à 1992, président de la deuxième autorité de radiodiffusion israélienne.
En 1992, il est nommé ambassadeur d'Israël en France, poste qu'il occupe jusqu'en 1995. En 1996, il est élu à la Knesset sur la liste Likoud-Gesher et occupe les fonctions de vice-président de la Knesset et de président du comité d'éthique.
Il perd son siège aux élections de 1999, mais est nommé ambassadeur auprès des Nations unies la même, poste qu'il occupe jusqu'en 2002. Cette même année, le 10 avril 2002, la nièce de Lancry, Noa Shlomo, est tuée dans
l'attentat-suicide à la bombe perpétré dans l'autobus Egged n° 960 reliant Haïfa à Jérusalem.